# Ludwig von Heyl zu Herrnsheim (Industrieller, 1886)
Ludwig Cornelius Freiherr von Heyl zu Herrnsheim (* 11. Dezember 1886 in Worms; † 6. November 1962 ebenda) war ein deutscher Industrieller und DVP-Politiker.

## Leben
Als eines von sieben Kindern des Lederwarenfabrikanten Cornelius Wilhelm von Heyl zu Herrnsheim und seiner Frau Sofie geb. Stein (1847–1915) besuchte von Heyl das Altsprachliche Gymnasium Worms. Nach dem Abitur begann er ein Chemiestudium an der Ruprecht-Karls-Universität Heidelberg. 1905 wurde er im Corps Saxo-Borussia Heidelberg aktiv. Als Inaktiver wechselte er an die TH Karlsruhe. Er diente 1909–1911 in der Preußischen Armee und nahm ab 1914 als Offizier am Ersten Weltkrieg teil. 1919 wurde er aus der Reichswehr entlassen.
Nach dem Tode seines Vaters übernahm sein Bruder Cornelius (1874–1954) die Leitung der Lederwerke. Er selbst war zeitweise Betriebsleiter der Wormser Lederwerke Heyl-Liebenau und fungierte daneben von 1942 bis 1944 als Vorsitzender der Wirtschaftsgruppe Lederindustrie mit Sitz in Berlin. 1952 wurde er dann Aufsichtsratsvorsitzender des in eine Aktiengesellschaft umgewandelten Unternehmens. Am 29. Januar 1917 heiratete er Eva Maria geborene von der Marwitz-Stein (1889–1959). Aus dieser Ehe stammten sechs Kinder, darunter Marie-Elisabeth verh. Klee (1922–2018).
Im Johanniterorden war er seit 1934 Ehrenritter und seit 1942 Rechtsritter. 1961 erhielt er den Ehrentitel Ehrenkommendator, Mitgliedschaft in der Provinzial-Genossenschaft Hessen.
Als Ehrenmitglied der Saxo-Borussia unterstützte er ab 1948 die Patenschaft zum Heidelberger Kreis, der ihn ebenfalls zum Ehrenmitglied machte. Als sie nach acht Semestern aufgelöst wurde und das Corps rekonstituierte, legten von Heyl und acht andere Sachsen-Preußen das Band nieder.
Ludwig von Heyl zu Herrnsheim war evangelisch. Freiherr von Heyl zu Herrnsheim starb am 6. November 1962 in Worms. Sein Nachlass liegt im Stadtarchiv Worms.

## Politik
Freiherr von Heyl zu Herrnsheim trat in die Deutsche Volkspartei (DVP) ein und war während der Zeit der Weimarer Republik Stadtverordneter in Worms. 1924–1927 war er Abgeordneter im Landtag des Volksstaates Hessen.
Am 20. März 1945, sieben Wochen vor Adolf Hitlers Suizid, beendete der Einmarsch der United States Army die Gewaltherrschaft des Nationalsozialismus in Worms. Freiherr von Heyl zu Herrnsheim wurde am 23. März 1945 von der US-amerikanischen Besatzungsmacht mit der Bezeichnung „Stadtältester“ zum Leiter der Stadtverwaltung ernannt. Am 21. Mai 1945 wurde er durch Ernst Kilb (SPD) ersetzt, der nach einer schweren Erkrankung am 6. Januar 1946 starb.

## Ehrungen
- Ehrenmitglied des Corps Saxo-Borussia Heidelberg
- Ehrenmitglied vom Heidelberger Kreis
- Verdienstorden der Bundesrepublik Deutschland, Großes Bundesverdienstkreuz (1955)
- Großes Bundesverdienstkreuz mit Stern